# Hermann von Fabeck
Hermann Wilhelm Alexander Franz von Fabeck (Berlín; 19 de enero de 1816 - Fráncfort del Meno; 25 de diciembre de 1873) fue un teniente general prusiano.

## Vida

### Origen
Hermann von Fabeck fue hijo del posterior teniente general prusiano Carl von Fabeck (1788-1870) y de su primera esposa Amelie, viuda von Knobloch, de soltera von Massenbach (1786-1832).Su hermano Gustav von Fabeck (1813-1889) también se convirtió en teniente general prusiano.

### Carrera militar
Fabeck visitó las casas de cadetes en Potsdam y Berlín. Después fue transferido el 5 de agosto de 1833 al Regimiento de Granaderos Kaiser Alexander del ejército prusiano como segundo teniente. De 1840 a 1847 Fabeck fue asistente del I. Batallón. Como primer teniente participó en la represión del levantamiento de las barricadas en Berlín y el 30 de mayo de 1848 fue destinado al Departamento Escolar del Batallón de Infantería Docente. El 18 de junio de 1850, él fue ascendido a capitán y nombrado comandante de compañía en el Regimiento de Granaderos Kaiser Alexander. Después de haber comandado al comienzo la 2.ª y luego el 6.ª , Fabeck se convirtió en mayor en este puesto el 12 de enero de 1858 y luego comandante del 2.º Batallón el 15 de junio de 1859. Dentro del regimiento Fabeck estuvo al mando del Batallón de Fusileros desde el 15 de agosto de 1861 y dos meses más tarde se convirtió en teniente coronel.
Colocado à la suite en el regimiento, Fabeck fue enviado a Gotha el 27 de mayo de 1864 con el rango y los privilegios de comandante de regimiento para hacerse cargo del contingente que había allí. Ascendido a coronel el 18 de junio de 1865, él dirigió las tropas de Sajonia-Coburgo en la campaña de 1866 en la batalla de Langensalza y con el ejército del Meno en las batallas de Hundheim y Rossbrunn . Tras el acuerdo de paz, sus logros fueron reconocidos al ser condecorado con la Orden del Águila Roja III. Clase con la cinta y las espadas, así como la Cruz de Comandante de la Orden de la Casa Ducal de Sajonia-Ernestina.
El 1 de octubre de 1867 se formó a partir del contingente de entonces el 6º  Regimiento de Infantería de Turingia N.º 95  del ejército prusiano. Fabeck permaneció en el puesto de comandante del regimiento hasta el 6 de julio de 1868 y luego fue nombrado en Neisse a un puesto à la suite en comandante de la 24.ª Brigada de Infantería. Allí fue ascendido a general de división el 23 de julio de 1868 con patente fechada del 3 de julio de 1868. Con esta brigada, Fabeck participó en el cerco y asedio de París, así como en las batallas cerca de Chevilly y Villejuif durante la guerra contra Francia en 1870/71. Recibió la Cruz de Hierro II. Clase y Cruz de Gran Comandante de la Orden del Mérito Militar de Baviera. Guillermo I también honró a Fabeck el 18 de enero de 1873 concediéndole la Orden del Águila Roja II. Clase con hojas de roble y espadas en el anillo. El 20 de febrero de 1873 fue nombrado comandante de la 21.ª División estacionada en Fráncfort del Meno y ascendido a teniente general el 22 de marzo de 1873. Fabeck murió en este cargo el 25 de diciembre de 1873.

### Familia
Fabeck se casó con Berta von dem Borne (1829-1910) el 28 de septiembre de 1848 en Berneuchen. Del matrimonio nacieron los siguientes hijos:
- Amelia (1849-1854)
- Marie (1851-), hermana en el Hospital Kaiserin Augusta
- Max (1854-1916), general de infantería prusiano
- Elena (1856-)